# Герб Феррейри-ду-Алентежу
Ге́рб Ферре́йри-ду-Аленте́жу — офіційний символ містечка Феррейра-ду-Алентежу, Португалія. Використовується як територіальний герб. У срібному щиті чорна вежа зі срібними вікнами і брамою. Праворуч від неї червоний Яківський хрест із золотою мушлею морського гребінця по середині; ліворуч — коваль у чорному фартуху, з чорним молотом у правиці і кліщами у лівиці. У главі щита стоять у ряд чотири золоті пшеничні колоски із зеленим листям. Щит увінчує срібна мурована містечкова корона з чотирма вежами.  Під щитом біла стрічка, на якій великими літерами напис португальською: «vila de Ferreira do Alentejo» (містечко Феррейра-ду-Алентежу).  Офіційно затверджений 2 липня 1936 року.  

## Галерея

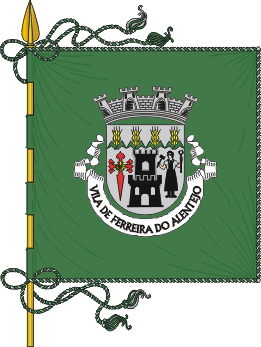
Прапор